# Ljoedmila Belooesova
Ljoedmila Jevgenjevna Belooesova (Russisch: Людмила Евгеньевна Белоусова) (Oeljanovsk, 22 november 1935 – 29 september 2017) was een Russische kunstschaatsster. Ze nam, met haar schaatspartner en echtgenoot Oleg Protopopov, deel aan drie edities van de Olympische Winterspelen: Squaw Valley 1960, Innsbruck 1964 en Grenoble 1968. In 1964 en 1968 werden ze olympisch kampioen bij de paren. De 'Protopopovs' waren viervoudig Europees en wereldkampioen. In 1979 begon het echtpaar een nieuw leven in Zwitserland.

## Biografie

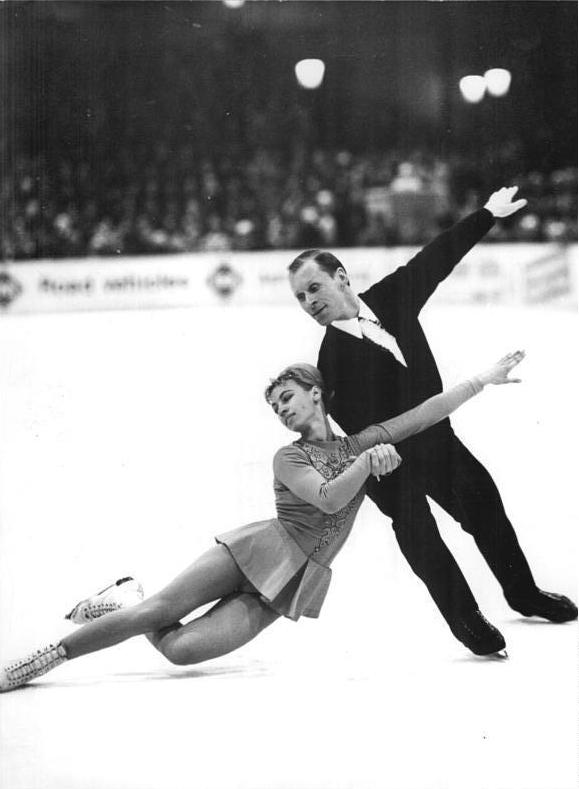
Belooesova met haar echtgenoot Oleg Protopopov (1968)

Het echtpaar Ljoedmila Belooesova en Oleg Protopopov waren de eerste in een lange rij Russische paarrijders die internationale successen behaalden. Ze begonnen op respectievelijk zestien- en vijftienjarige leeftijd met schaatsen. Nadat hij zijn militaire dienst bij de Marine van de Sovjet-Unie had volbracht, begonnen de twee in 1954 hun samenwerking. Ze huwden in 1957. Belooesova en Protopopov wonnen één bronzen (1955) en vier zilveren medailles (1957-59, 1961) achter concurrenten Nina en Stanislav Zjoek, voordat het kunstrijpaar zes nationale titels (1962-64, 1966-68) veroverde bij de Sovjetkampioenschappen.
Na in de jaren 1962-64 liefst driemaal achter Marika Kilius en Hans-Jürgen Bäumler geëindigd te zijn op de WK en EK kunstschaatsen, versloegen ze het Duitse paar in 1964 bij de Olympische Winterspelen in Innsbruck. Ook in 1968, bij de Olympische Winterspelen in Grenoble, stonden Belooesova en Protopopov na afloop op het hoogste podium. Naast de twee gouden olympische medailles werden ze in de jaren 1965-68 ook viermaal Europees en wereldkampioen. Na de Winterspelen van 1968 gingen ze professioneel schaatsen, onder meer bij een ijsshow in Leningrad. In 1979 vluchtten ze uit de Sovjet-Unie en vroegen ze politiek asiel aan in Zwitserland. Tot op hoge leeftijd schaatsten ze mee in ijsshows. Hun schaatsstijl werd als romantisch omschreven, geïnspireerd op het Russische ballet en gekenmerkt door langzame momenten. Ze introduceerden tevens nieuwe elementen bij het paarrijden. Belooesova overleed in 2017.

## Belangrijke resultaten
1954-1972 met Oleg Protopopov (voor de Sovjet-Unie uitkomend)
| Kampioenschap                                                           | 54/55 | 55/56 | 56/57  | 57/58  | 58/59  | 59/60 | 60/61  | 61/62  | 62/63  | 63/64  | 64/65 | 65/66 | 66/67 | 67/68 | 68/69  | 69/70 | 70/71 | 71/72 |
| ----------------------------------------------------------------------- | ----- | ----- | ------ | ------ | ------ | ----- | ------ | ------ | ------ | ------ | ----- | ----- | ----- | ----- | ------ | ----- | ----- | ----- |
| Olympische Spelen                                                       |       |       |        |        |        | 9e    |        |        |        | Goud   |       |       |       | Goud  |        |       |       |       |
| Wereldkampioenschap                                                     |       |       |        | 13e    |        | 8e    | *      | Zilver | Zilver | Zilver | Goud  | Goud  | Goud  | Goud  | Brons  |       |       |       |
| Europees kampioenschap                                                  |       |       |        | 10e    | 7e     | 4e    |        | Zilver | Zilver | Zilver | Goud  | Goud  | Goud  | Goud  | Zilver |       |       |       |
| Nationaal kampioenschap                                                 | Brons | 4e    | Zilver | Zilver | Zilver |       | Zilver | Goud   | Goud   | Goud   |       | Goud  | Goud  | Goud  | Zilver | 4e    | 6e    | Brons |
| * WK afgelast naar aanleiding van de vliegtuigcrash te Berg-Kampenhout. |       |       |        |        |        |       |        |        |        |        |       |       |       |       |        |       |       |       |

1908: Anna Hübler / Heinrich Burger ·
1920: Ludovika Jakobsson / Walter Jakobsson ·
1924: Helene Engelmann / Alfred Berger ·
1928: Andrée Joly / Pierre Brunet ·
1932: Andrée Brunet / Pierre Brunet ·
1936: Maxi Herber / Ernst Baier ·
1948: Micheline Lannoy / Pierre Baugniet ·
1952: Ria Baran / Paul Falk ·
1956: Sissy Schwarz / Kurt Oppelt ·
1960: Barbara Wagner / Robert Paul ·
1964: Ljoedmila Belooesova / Oleg Protopopov ·
1968: Ljoedmila Belooesova / Oleg Protopopov ·
1972: Irina Rodnina / Aleksej Oelanov ·
1976: Irina Rodnina / Aleksandr Zajtsev ·
1980: Irina Rodnina / Aleksandr Zajtsev ·
1984: Jelena Valova / Oleg Vasiljev ·
1988: Jekaterina Gordejeva / Sergej Grinkov ·
1992: Natalja Misjkoetjonok / Artoer Dmitrijev ·
1994: Jekaterina Gordejeva / Sergej Grinkov ·
1998: Oksana Kazakova / Artoer Dmitrijev ·
2002: Jelena Berezjnaja / Anton Sicharoelidze en Jamie Salé / David Pelletier ·
2006: Tatjana Totmjanina / Maksim Marinin ·
2010: Shen Xue / Zhao Hongbo ·
2014: Tatjana Volosozjar / Maksim Trankov ·
2018: Aliona Savchenko / Bruno Massot ·
2022: Sui Wenjing / Han Cong
- Library of Congress Control Number: n97869295
- Virtual International Authority File: 36218589
- WorldCat: E39PBJrCcmR3cYbFmPXxKCtFrq